# Okręty zaopatrzeniowe typu Durance
Okręty zaopatrzeniowe typu Durance – typ ośmiu francuskich okrętów zaopatrzeniowych, zbudowanych w latach 70. i 80. XX wieku, spośród których pięć przeznaczonych było dla Marine nationale.
Podstawowym zadaniem typu Durance jest zaopatrywanie wojsk na morzu w paliwo, amunicję i żywność. Niektóre jednostki są dodatkowo przystosowane do pełnienia roli okrętów dowodzenia („Var”, „Marne”, „Somme”). Na pokładzie okrętów znajduje się rozbudowane zaplecze medyczne oraz lądowisko dla śmigłowca.
We francuskiej marynarce wojennej w służbie pozostają cztery okręty tego typu. „Durance” wycofany został w 1997 roku i sprzedany Argentynie. Jeden okręt zbudowany został w Australii dla Royal Australian Navy, dwie kolejne jednostki zbudowano dla marynarki wojennej Arabii Saudyjskiej.

## Okręty
Marine nationale
- „Durance” (A 629) (wycofany ze służby; obecnie argentyński ARA „Patagonia”)
- „Meuse” (A 607) (wycofany ze służby w 2014 roku)
- „Var” (A 608)
- „Marne” (A 630)
- „Somme” (A 631)

 Królewska Saudyjska MW
- „Boraida” (902)
- „Yunbou” (904)

 Armada de la República Argentina
- ARA „Patagonia” (B-1) (ex-francuski „Durance”)

 Royal Australian Navy
- HMAS „Success” (OR 304) (wycofany ze służby w 2019 roku)